# Phénomène Ujana
Pour un autre article sur la prostitution juvénile, voir Opération Scorpion.
Le phénomène Ujana est une forme de prostitution juvénile qui a pris de l’ampleur vers l’année 2018 à Kinshasa. 

## Etymologie
« Ujana » vient de la langue swahili, et signifie en français « jeune ». Cette appellation fait référence à l’école de formation de football à Kinshasa dénommée ainsi, où l’âge des sélectionnés varie entre 8 et 23 ans.
Cet adjectif se voit alors être attribué aux jeunes adolescentes prostituées, dans la plupart de cas possédant des petites poitrines, se promenant dans les lieux publics habillées de manière indécente, sans soutien-gorge et sans sous-vêtement, laissant transparaître des parties intimes, dans le but d’attirer plus d'hommes que possible,,. 
Au tout début, une mode attribuée à ces prostituées adolescentes, et plus tard, reste un style vestimentaire prêtant confusion même avec les non-prostituées adolescentes.

## Méfaits
- Dépravation et outrage aux mœurs, détournement de la jeunesse[4],[5],[6].

## Méthodes de lutte contre le phénomène
Septembre 2018, les autorités provinciales de la ville capitale de Kinshasa, à l'instar de la ministre provinciale de l’éducation, de l'environnement, de la communication et du genre Thérèse Olenga Kalonda, mettent en garde ces jeunes prostituées. Et quelques jours après, la police lance une vaste opération de traque visant toutes les jeunes qui se livrent à ce genre de pratique, entre autres, les aînés qui les accompagnent ainsi que tout celui qui facilite la tâche à cette affaire tels que des propriétaires des bars et hôtels,,, etc. 
L’opération consiste fondamentalement à les traquer dans les lieux où ils opèrent (débits de boissons alcooliques : boites de nuits, terrasses, bars, voire dans les hôtels),,. 

## Critiques de l’opération
Malgré la décision prise par les autorités pour éradiquer et faire taire complètement ce phénomène, certains n’ont pas hésité de donner leurs points de vue contraires et dénoncer quelques dérapages constatés par la manière de procéder et l’excès de pouvoir dans l’accomplissement de l’action par les agents de la police,. 
D’autres témoins signalent que les agents vont jusqu’à harceler les femmes adultes et mures, parfois en pleine journée et en pleine rue, juste parce que certaines se promènent sans soutien-gorge,.  
Certaines analyses signalent même que les autorités s’en est pris de façon très précipitée, elles auraient dû tenir compte des autres paramètres.  